# Pentatlo moderno nos Jogos Olímpicos de Verão de 1936
O pentatlo moderno nos Jogos Olímpicos de Verão de 1936 foi disputado na cidade de Berlim, Alemanha.

## Masculino

### Individual
| Pos. | País           | Atletas           | Pontos |
| ---- | -------------- | ----------------- | ------ |
|      | Alemanha       | Gotthard Handrick | 31,5   |
|      | Estados Unidos | Charles Leonard   | 39,5   |
|      | Itália         | Silvano Abba      | 45,5   |